# 大将 (中国人民解放軍)
大将（たいしょう、中国語: 大将）は、中国人民解放軍の階級の一つ。1955年から1965年までの間、中華人民共和国元帥の下、上将の上に置かれた。中華人民共和国の建国後、日中戦争および国共内戦において多大な貢献をなした中国共産党の軍事指導者に授与された。階級章は4つ星で、ソビエト連邦軍の上級大将に相当する。
本項では、1988年から1994年の間に存在した一級上将についても触れる。

## 概要
大将の階級は1955年2月8日、第1期全国人民代表大会常務委員会第6回会議において「中国人民解放軍将校服務条例」が可決され、解放軍に階級制度が導入された際に設けられた。同年9月27日には、国務院主催の階級授与式が挙行され、周恩来国務院総理から10人の軍人に大将の階級が授与されている。しかし、文化大革命直前の1965年5月22日、遊撃戦争を主体とする毛沢東軍事路線への転換により、階級制度は廃止された。
1988年7月1日、第7期全国人民代表大会常務委員会第2回会議において「中国人民解放軍将校階級条例」が可決され、10月1日から施行されて階級制度が復活したが、大将階級の規定は廃されていた。これは「平和な時期と戦争の時期とは異なる考慮がなされる」と説明され、大将は戦時の階級とされたためである。一方で、旧条例では「軍の階級は終身の称号」との規定があり、また「1955年～1965年の期間に授与された将校の階級を確認する議案」が同時に可決されたことにより、旧制度で授与された大将階級が再確認された。これらは退職した、あるいは退職させられた軍人の不満を宥めるための処置であったと分析されている。

## 十大大将
1955年、次の10名が同時に任官した。彼らは合わせて十大大将と呼ばれる。全員、一級八一勲章、一級独立自由勲章および一級解放勲章を受勲している。
- 粟裕
- 徐海東
- 黄克誠
- 陳賡
- 譚政
- 蕭勁光 - 海軍大将
- 張雲逸
- 羅瑞卿 - 公安軍大将（1957年の公安軍廃止後、普通の大将）
- 王樹声
- 許光達 - 装甲兵大将

人民解放軍の歴史上、空軍大将は存在しない。
| 序列 | 姓名   | 肖像 | 生年月日       | 生誕地   | 授与年齢 | 没年月日       | 死没地               | 没年齢 |
| ---- | ------ | ---- | -------------- | -------- | -------- | -------------- | -------------------- | ------ |
| 1    | 粟裕   |      | 1907年8月10日  | 湖南会同 | 48歳     | 1984年2月5日   | 北京                 | 76歳   |
| 2    | 徐海東 |      | 1900年6月17日  | 湖北黄陂 | 55歳     | 1970年3月25日  | 鄭州                 | 69歳   |
| 3    | 黄克誠 |      | 1902年10月1日  | 湖南永興 | 53歳     | 1986年12月28日 | 北京                 | 84歳   |
| 4    | 陳賡   |      | 1903年2月27日  | 湖南湘郷 | 52歳     | 1961年3月16日  | 上海                 | 58歳   |
| 5    | 譚政   |      | 1906年6月14日  | 湖南湘郷 | 49歳     | 1988年11月6日  | 北京                 | 82歳   |
| 6    | 蕭勁光 |      | 1903年1月4日   | 湖南長沙 | 52歳     | 1989年3月29日  | 北京                 | 86歳   |
| 7    | 張雲逸 |      | 1892年8月10日  | 海南文昌 | 63歳     | 1974年11月19日 | 北京                 | 82歳   |
| 8    | 羅瑞卿 |      | 1906年5月31日  | 四川南充 | 49歳     | 1978年8月3日   | ベルリン（西ドイツ） | 72歳   |
| 9    | 王樹声 |      | 1905年5月26日  | 湖北麻城 | 50歳     | 1974年1月7日   | 北京                 | 68歳   |
| 10   | 許光達 |      | 1908年11月19日 | 湖南長沙 | 47歳     | 1969年6月3日   | 北京                 | 60歳   |

## 一級上将
1988年の階級制度復活時、大将の階級章とデザインは異なるが、4つ星の階級章である一級上将の階級が制定された。この階級は「中央軍事委員会の主要な指導的同志」、すなわち中央軍事委員会主席と副主席に授与されるものと説明された。しかしながら、当時の中国共産党中央軍事委員会主席鄧小平と、副主席の趙紫陽と楊尚昆は授与を辞退したとされ、誰にも授与されることなく1994年に廃止された。